# Roger Blandford
Roger David Blandford (né le 28 août 1949) est un astrophysicien théorique britannique, surtout connu pour ses travaux sur les trous noirs.

## Biographie
Blandford est né à Grantham, en Angleterre et grandit à Birmingham.
Blandford est célèbre dans la communauté astrophysique pour le processus de Blandford-Znajek qui est un mécanisme d'alimentation des jets relativistes par l'extraction de l'énergie de rotation d'un trou noir. Le mécanisme de Blandford-Znajek est invoqué par l'Event Horizon Telescope Collaboration pour expliquer la puissance du jet lors de la première observation d'une ombre de trou noir dans la galaxie elliptique géante M87. Blandford théorise également un autre mécanisme de formation de jets par des vents hydromagnétiques lancés à partir de disques d'accrétion. En plus des mécanismes de Blandford-Znajek et Blandford-Payne pour la formation de jets relativistes, Roger Blandford aide à concevoir un modèle théorique largement utilisé pour les propriétés géométriques et spectrales des jets, le modèle de jet conique de Blandford-Königl, utilisé pour prédire les décalages radio et les pentes spectrales à basse fréquence pour les cœurs de jet optiquement épais. Il apporte également des contributions significatives à d'autres phénomènes astrophysiques tels que les supernovae, en étendant la solution d'onde de souffle de Sedov-Taylor à la limite ultra-relativiste de la solution de Blandford-McKee.
Il est président d'Astro2010, l'enquête décennale qui aide à définir et à recommander les priorités de financement pour la recherche en astronomie aux États-Unis au cours de la prochaine décennie. Le rapport Astro2010 est publié le 13 août 2010.

## Carrière
Blandford est membre de la Royal Society, membre de l'Académie nationale des sciences des États-Unis, membre de la Royal Astronomical Society et membre de l'Académie américaine des arts et des sciences. Il est professeur Luke Blossom à la School of Humanities and Sciences de l'Université Stanford, professeur de physique à l'Université de Stanford et au Laboratoire national des accélérateurs du Centre de l'accélérateur linéaire de Stanford (SLAC). Il est directeur de l'Institut Kavli pour l'astrophysique des particules et la cosmologie de 2003 à 2013,. Il est co-rédacteur en chef de l'Annual Review of Astronomy and Astrophysics (2005-2011),.
En 1982, il reçoit le Prix Helen B. Warner pour l'astronomie. En 1998, il reçoit le Prix Dannie-Heineman d'astrophysique, en 1999, la Médaille Eddington, en 2011 le Prix Humboldt. En 2013, il obtient la Médaille d'or de la Royal Astronomical Society et en 2016 le Prix Crafoord. En 2020, il est élu Legacy Fellow de l'Union américaine d'astronomie et reçoit le Prix Shaw d'astronomie.